# Moto Guzzi V85 TT
La Moto Guzzi V85 TT è una motocicletta prodotta dalla casa motociclistica italiana Moto Guzzi. 
Dotata di nuovo motore, appartiene alla categoria delle moto enduro di media-grossa cilindrata. È stata annunciata alla fine del 2017 ed è entrata in produzione nella primavera del 2019. Combina uno stile classico con dettagli moderni e si rivolge ad un uso sia stradale che in fuoristrada leggero. La sigla del modello sta a significare "85" la cilindrata del motore (853 cc), mentre la dicitura "TT" sta per "Tutto Terreno".

## Descrizione e tecnica

### Motore e trasmissione

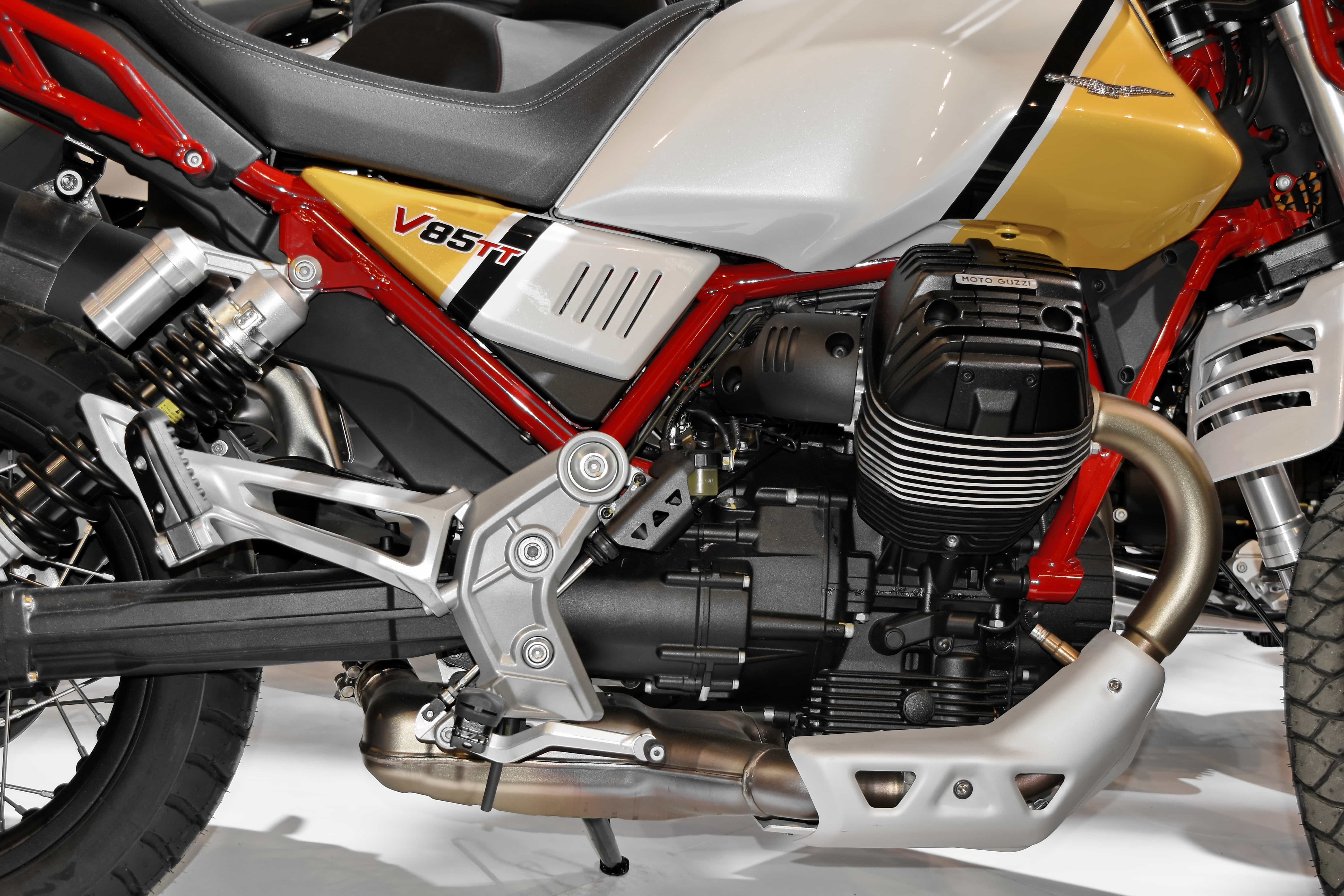
Dettaglio del motore V2 longitudinale

Tipico delle Moto Guzzi come architettura, il motore è un inedito e nuovo bicilindrico a V longitudinale di 90° a quattro tempi raffreddato ad aria dalla cilindrata di 853 cm³, con una potenza di 80 CV a 7750 giri al minuto. È dotato di due valvole per cilindro, controllate da un albero a camme centrale e tramite bilancieri. La valvola di aspirazione è realizzata in titanio, che consente un profilo dell'albero motore affilato grazie al suo peso ridotto. Il carburante viene iniettato elettronicamente e la presa d'aria è controllata da un corpo farfallato centrale con un diametro di 52 mm. Il corpo farfallato è azionato elettronicamente (cosiddetto «Ride by wire»), consentendo diverse impostazioni di risposta. La potenza viene trasmessa alla ruota posteriore tramite cambio a sei marce e trasmissione a cardano. La moto è omologata alla normativa Euro 5 sulle emissioni e ha un consumo di carburante di 4,9 litri per cento chilometri secondo il ciclo WMTC.

### Telaio
La V85 TT ha un telaio a traliccio in acciaio e utilizza il suo motore come elemento portante. La sospensione anteriore prevede una forcella Upside-Down da 41 mm con 170 mm di escursione, regolabile in precarico e smorzamento. La sospensione posteriore utilizza un unico ammortizzatore tra il forcellone e il telaio, con 170 mm di escursione, regolabile in precarico e smorzamento.

### Peso
Il peso totale della Moto Guzzi V85 TT con il pieno di carburante dipende dalla quantità di carburante presente nel serbatoio. Il serbatoio della V85 TT ha una capacità di 23 litri. Il peso del carburante varia a seconda del tipo di carburante utilizzato, ma in genere il peso del carburante per litro è di circa 0,75 kg. Quindi, considerando un serbatoio pieno di carburante, il peso totale della Moto Guzzi V85 TT sarebbe di circa 226 kg (208 kg di peso a secco + 23 litri di carburante x 0,75 kg/litro di peso del carburante). Tuttavia, questo valore può variare leggermente in base alla precisione delle stime di peso del carburante e degli accessori installati sulla moto.